# Geórgia nos Jogos Olímpicos de Verão de 2000
A Geórgia participou dos Jogos Olímpicos de Verão de 2000 em Sydney, Austrália.